# EyeToy
EyeToy — цветная цифровая камера, разработанная компанией Sony Computer Entertainment как аксессуар для игровой приставки PlayStation 2. Устройство выполняет функции обычной веб-камеры, но прежде всего служит средством управления в некоторых видеоиграх, поскольку использует технологию распознавания образов и цветов, позволяющую игрокам передавать команды при помощи собственных движений. Также в камеру встроен микрофон, с помощью которого можно передавать игровой системе дополнительные голосовые команды. EyeToy была выпущена в октябре 2003 года.
Производством EyeToy занималась Logitech (в Японии известна как Logicool), тогда как более поздние модели изготовила китайская компания Namtai. Камера в основном используется в играх, разрабатываемых Sony (серия EyeToy) и другими компаниями. Хотя она и не предназначена для использования в качестве обычной веб-камеры для персонального компьютера, тем не менее, для такой цели существуют неофициальные драйверы. EyeToy совместима с PlayStation 3 и может использоваться для общения посредством видеочата. По состоянию на 6 ноября 2008 года продано 10,5 млн единиц EyeToy по всему миру.

## История
Концепция EyeToy была задумана Ричардом Марксом в 1999 году, когда он наблюдал демонстрацию PlayStation 2 на Game Developers Conference в Сан-Хосе, штат Калифорния. Идея Маркса заключалась в том, чтобы совместить естественный пользовательский интерфейс и приложения для видеоигр в смешанной реальности, используя недорогую веб-камеру, способную распознавать оптические образы и жесты за счёт производственной мощности PlayStation 2. В том же году он присоединился к Sony Computer Entertainment America (SCEA) и получил должность руководителя специальных проектов в области научных исследований и разработок в технической отрасли.

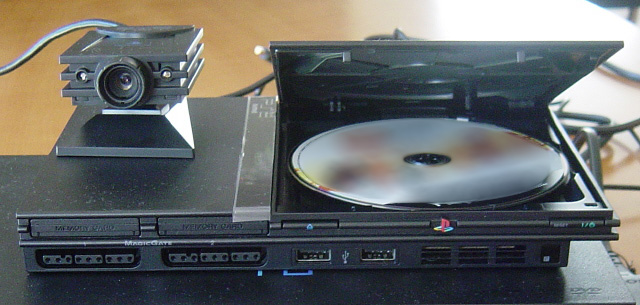
EyeToy, подключённая к Slim-модели PlayStation 2

Работа Маркса привлекла внимание Фила Харрисона, занимавшего пост вице-президента по связям с общественностью в области научных исследований и разработок в SCEA. Вскоре после того, как в 2000 году он был назначен старшим вице-президентом по развитию бизнеса в Sony Computer Entertainment Europe (SCEE), Харрисон перевёл Маркса в штаб-квартиру находящегося в Лондоне подразделения, для того, чтобы познакомить его с технологиями целого ряда разработчиков. Во время демонстрации технических возможностей к Марксу присоединился Рон Фестехо из SCE Camden Studio (которая вследствие объединения позднее стала называться SCE London Studio), чтобы затем приступить к разработке нового программного обеспечения с использованием продемонстрированной технологии для их предстоящего совместного проекта EyeToy: Play. Первоначально называемая iToy (сокращение от «интерактивной игрушки»), веб-камера позднее была переименована Харрисоном в EyeToy. Вместе с четырьмя мини-играми впервые она была продемонстрирована публике в ходе мероприятия PlayStation Experience в августе 2002 года.
После успешного показа на PlayStation Experience, уже готовая к выпуску на европейском рынке, EyeToy перешла в собственность японского и американского подразделений компании Sony. В 2003 году камера поставлялась в комплекте с игрой EyeToy: Play, выпущенной 4 июля в Европе и 4 ноября в Северной Америке. К концу года было продано более 2 миллионов единиц EyeToy в Европе и 400 000 единиц в США. 11 февраля 2004 года EyeToy была выпущена в Японии.

## Дизайн
Камера установлена на вращающейся оси, позволяющей регулировать её положение. Фокусировка камеры выполняется вращением кольца вокруг объектива, который находится на передней панели с двумя светодиодами. Синий индикатор загорается в том случае, если подключена игровая приставка, указывая готовность к использованию, а красный мигает, когда в помещении недостаточно света. Кроме того, камера имеет встроенный микрофон. Вторая, обновлённая модель EyeToy обладает аналогичными функциями, хотя её габариты меньше, а цвет корпуса серебристый.

## Совместимость с персональным компьютером
Поскольку веб-камера внутри корпуса, составляющая основу устройства, разработана в соответствии с техническими особенностями PlayStation 2, и использует протокол USB 1.1 и USB-порт, следовательно EyeToy может также работать и с другими системами. Драйверы изначально были разработаны для того, чтобы обеспечивать совместимость оборудования со многими компьютерными операционными системами, однако Linux оказалась единственной ОС, в которой они установлены. Ни одна из компаний не предоставляла никакие официальные драйверы для Microsoft Windows, Mac OS или Linux. Тип требуемого драйвера зависит от модели камеры EyeToy. Всего существуют три различные модели, а информация о каждой из них находится на бирке внизу камеры.
- SLEH-00030
- SLEH-00031
- SCEH-0004

В пользовательских настройках драйверов красный светодиодный индикатор обычно сигнализирует о недостаточном освещении, и используется в качестве активного индикатора записи. Синий светодиод горит, когда EyeToy подключена к компьютеру.

## Игры
| Игра                                 | Разработчик                    | Дата издания | Наличие EyeToy | Примечание                                      |
| ------------------------------------ | ------------------------------ | ------------ | -------------- | ----------------------------------------------- |
| EyeToy: Play                         | Sony Interactive Entertainment | 2003         | обязательна    |                                                 |
| EyeToy: Groove                       | Sony Interactive Entertainment | 2003         | обязательна    |                                                 |
| Disney Move                          | Ubisoft                        | 2004         | обязательна    |                                                 |
| EyeToy: Antigrav                     | Sony Interactive Entertainment | 2004         | обязательна    |                                                 |
| EyeToy: Monkey Mania                 | Sony Interactive Entertainment | 2004         | обязательна    |                                                 |
| EyeToy: Play 2                       | Sony Interactive Entertainment | 2004         | обязательна    |                                                 |
| Nicktoons: Movin'                    | THQ                            | 2004         | обязательна    |                                                 |
| Sega Superstars                      | Sega                           | 2004         | обязательна    |                                                 |
| U Move Super Sports                  | Konami                         | 2004         | обязательна    |                                                 |
| EyeToy: FuriFuri Dance Tengoku       | Sony Interactive Entertainment | 2004         | обязательна    |                                                 |
| Clumsy Shumsy                        | Phoenix Games                  | 2005         | обязательна    |                                                 |
| EyeToy: Chat                         | Sony Interactive Entertainment | 2005         | обязательна    | программа для организации видеозвоноков по сети |
| EyeToy: EduKids                      | Sony Interactive Entertainment | 2005         | обязательна    |                                                 |
| EyeToy: Kinetic                      | Sony Interactive Entertainment | 2005         | обязательна    |                                                 |
| EyeToy: Operation Spy                | Sony Interactive Entertainment | 2005         | обязательна    | SpyToy в Европе                                 |
| EyeToy: Play 3                       | Sony Interactive Entertainment | 2005         | обязательна    |                                                 |
| Yetisports Arctic Adventure          | JoWooD Productions             | 2005         | обязательна    |                                                 |
| EyeToy: Tales                        | Sony Interactive Entertainment | 2005         | обязательна    |                                                 |
| EyeToy: EduKids                      | Sony Interactive Entertainment | 2005         | обязательна    |                                                 |
| Eyetoy: Kinetic Combat               | Sony Interactive Entertainment | 2006         | обязательна    |                                                 |
| Eyetoy: Play Sports                  | Sony Interactive Entertainment | 2006         | обязательна    |                                                 |
| Rhythmic Star                        | Namco                          | 2006         | обязательна    |                                                 |
| Bob the Builder                      | Blast! Entertainment Ltd       | 2007         | обязательна    |                                                 |
| EyeToy: Astro Zoo                    | Sony Interactive Entertainment | 2007         | обязательна    |                                                 |
| Thomas & Friends: A Day at the Races | Blast! Entertainment Ltd       | 2007         | обязательна    |                                                 |
| EyeToy Play: Hero                    | Sony Interactive Entertainment | 2008         | обязательна    |                                                 |
| EyeToy Play: PomPom Party            | Sony Interactive Entertainment | 2008         | обязательна    |                                                 |
| EyeToy: Fight                        | Sony Interactive Entertainment | —            | отменена       |                                                 |

## Cameo
EyeToy: Cameo — система, позволяющая игрокам использовать свои собственные изображения в качестве аватаров в некоторых играх. Игры, поддерживающие данную функцию, активируют программу сканирования головы, которая может использоваться для создания 3D-модели головы игрока. После сохранения на карте памяти такой файл становится доступным в играх, поддерживающих функцию «Cameo». EyeToy: Cameo лицензирует технологию воссоздания посредством Digimask.